# Calligra Stage
Calligra Stage is een vrij presentatieprogramma dat deel uitmaakt van Calligra Suite, het kantoorsoftwarepakket van KDE.
Calligra Stage ondersteunt het maken van presentaties met verschillende speciale effecten, ook is het eenvoudig om onderdelen van andere Calligra-programma's in Stage te gebruiken.
Het standaard bestandsformaat is OpenDocument, maar presentaties kunnen ook worden geëxporteerd naar HTML.